# Pandanus concretus
Pandanus concretus är en enhjärtbladig växtart som beskrevs av John Gilbert Baker. Pandanus concretus ingår i släktet Pandanus och familjen Pandanaceae.

## Underarter
Arten delas in i följande underarter:
- P. c. circularis
- P. c. concretus